# 海恩斯 (伊利諾伊州)
海恩斯（英語：Hines）是位於美國伊利諾伊州庫克縣的一個非建制地區。該地的面積和人口皆未知。

## 地理
海恩斯的座標為41°51′13″N 87°50′22″W / 41.85361°N 87.83944°W，而該地的平均海拔高度為190米（即623英尺）。